# Федерация университетов исламского мира
Федерация университетов исламского мира (араб. اتحاد جامعات العالم الإسلامي‎ ) — международная мусульманская организация в составе Исламской организации по вопросам образования, науки и культуры. ФУИМ учреждена в 1987 и специализируется в области продвижения высшего образования и содействия сотрудничеству среди его учреждений. Штаб квартира находится в Рабате. Членство в Федерацию открыто для всех национальных университетов. Вступление в Федерацию открывает для ВУЗа перспективы обмена преподавателями и студентами. На сегодняшний день в ФУИМ входят 230 как светских, так и мусульманских вузов Ближнего, Среднего и Дальнего Востока, Африки, Европы и США. Руководящим органом является Исполком Федерации. В состав Исполкома входит 12 университетов. Председателем Исполкома избран ректор исламского Университета Азад Абдулла Джасби (Иран). 
После визита Генерального секретаря ИСЕСКО Абдельазиза ат-Твейджри в Россию в 2009 году в состав Федерации включён Российский исламский университет (Казань) и несколько позже включён Российский исламский университет (Уфа). Через несколько лет РИУ (Казань) утверждён в состав Исполкома. Представителем ИСЕСКО и ФУИМ в России является член Высшего совета ИСЕСКО профессор Саид Хайбулович Кямилев (ИВ РАН).

## Список университетов
- Бакинский государственный университет
- Университет Дакки
- Университет аль-Азхар
- Каирский университет
- Алигархский мусульманский университет
- Багдадский университет
- Кабульский университет
- Исламский университет Азад
- Ширазский университет
- Тегеранский университет
- Университет Малайя
- Университет имени Эдуардо Мондлане
- Университет Аль-Азхар (Газа)
- Бирзейтский университет
- Исламский университет (Газа)
- Университет Каид-и-Азам
- Университет Джубы
- Университет Дамаска
- Университет Нджамены
- Университет Гази